# Belisana bantham
Belisana bantham är en spindelart som beskrevs av Huber 2005. Belisana bantham ingår i släktet Belisana och familjen dallerspindlar.
Artens utbredningsområde är Thailand. Inga underarter finns listade.